# Graphium fulleri
Graphium fulleri är en fjärilsart som först beskrevs av Grose-smith 1883.  Graphium fulleri ingår i släktet Graphium och familjen riddarfjärilar. Inga underarter finns listade i Catalogue of Life.

## Bildgalleri

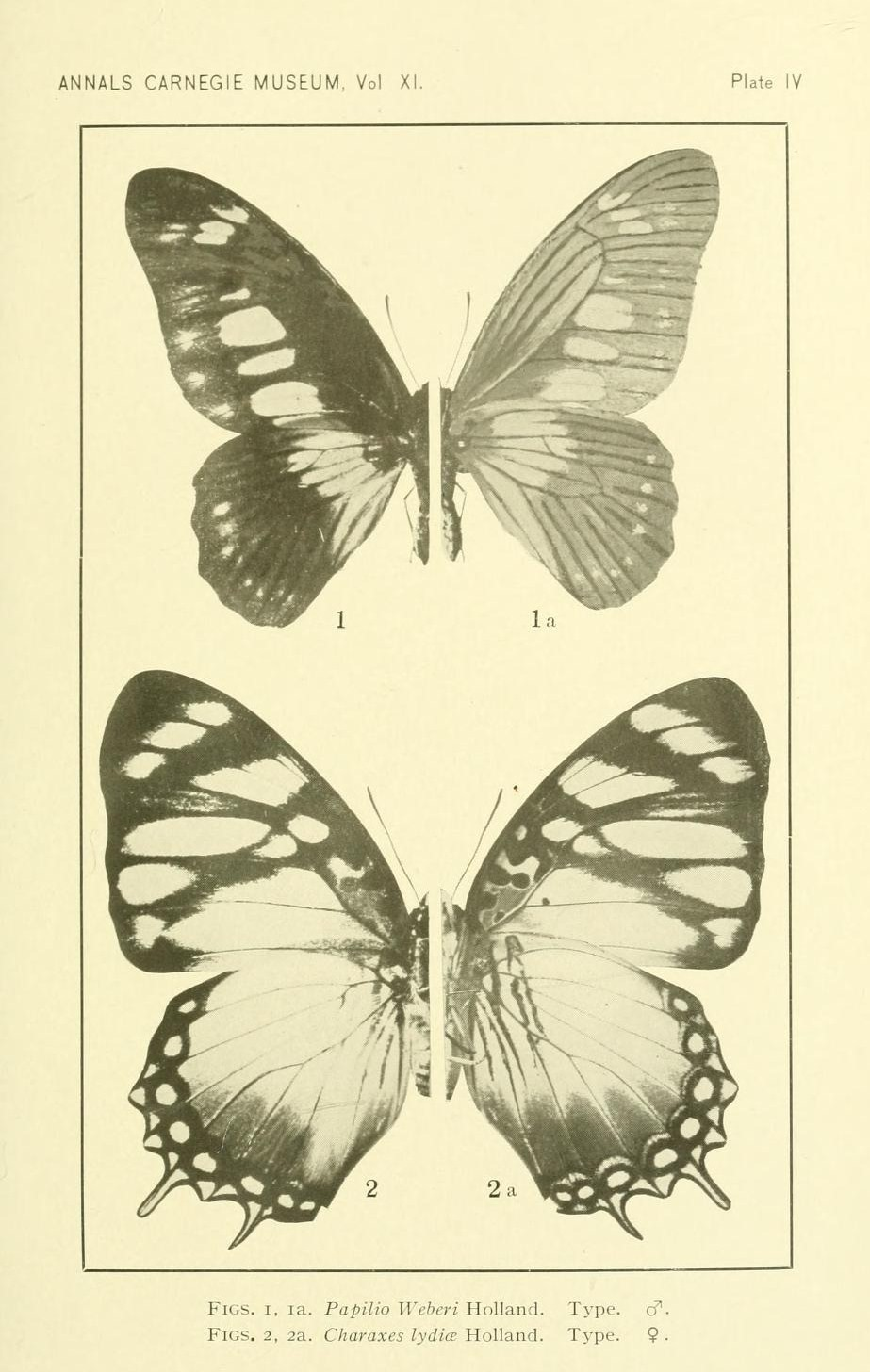